# 1908 en chimie
Cet article présente les faits marquants de l'année 1908 en chimie.

## Évènements
- 10 juillet : le physicien néerlandais Heike Kamerlingh Onnes liquéfie l’hélium, ouvrant la porte aux travaux sur les très basses températures[1].
- Le chimiste suisse Jacques Brandenberger invente la cellophane[2].
- Le chimiste japonais Kikunae Ikeda découvre dans le kombu le glutamate monosodique et identifie une cinquième saveur de base qu'il baptise « umami »[3].
- Jules Bied, directeur du laboratoire de la société Pavin de Lafarge, découvre le ciment fondu utilisé pour les constructions en béton armé[4].
- Le chimiste allemand Karl von Auwers décrit pour la première fois la synthèse d'Auwers[5],[6],[7],[8],[9]. C'est une suite de réactions chimiques aboutissant à un flavonol à partir d'une coumarine.
- Le réactif de Benedict est découvert par le chimiste américain Stanley Rossiter Benedict[10]. Le réactif de Benedict  (appelé aussi solution de Benedict ou  test de Benedict) est un réactif chimique capable de détecter certains oses, les flavonoïdes et les coumarines.

## Prix
- Prix Nobel de chimie : Ernest Rutherford pour ses recherches sur la désintégration des éléments et la chimie des substances radioactives[11],[12].
- Médaille Davy : William A. Tilden sur la base de ses découvertes en chimie, notamment sur les terpènes et sur les chaleurs atomiques[13],[14].
- Médaille William-H.-Nichols : William Hultz Walker[15]

## Naissances
- 5 juin : Edgar Lederer (mort en 1988), biochimiste français.

- 30 septembre : Johanna Budwig (morte en 2003), biochimiste allemande.

- 3 octobre : Melvin Spencer Newman (mort en 1993), chimiste américain.

- 17 décembre : Willard Frank Libby (mort en 1980), physicien et chimiste américain.
- 18 décembre : Edgar Bright Wilson Jr. (mort en 1992), chercheur et professeur de chimie américain.

## Décès
- 31 mars : Antoine Béchamp (né en 1816), médecin, chimiste et pharmacien français.
- 25 août : Henri Becquerel (né le 1852), physicien français qui a découvert la radioactivité en 1896 et lauréat de la moitié du prix Nobel de physique de 1903.
- 7 octobre : J. L. C. Pompe van Meerdervoort (né en 1829), physicien, chimiste et médecin néerlandais.
- 9 novembre : Alfred Ditte (né en 1843), chimiste français.